# Amerikaanse wintertaling
De Amerikaanse wintertaling (Anas carolinensis) is een kleine eend die sterk op de (Euraziatische) wintertaling lijkt en vroeger ook wel als ondersoort A. crecca carolinensis werd beschouwd.

## Beschrijving
De Amerikaanse wintertaling lijkt qua uiterlijk en gedrag sterk op de wintertaling. Het mannetje van deze eend heeft geen gele dunne lijnen op de kop en geen duidelijke horizontale streep op de flank. Het meest opvallende kenmerk is een verticale streep op de beide zijkanten van de borst.

## Verspreiding en leefgebied
De Amerikaanse wintertaling broedt in Alaska, Canada en het noorden van de Verenigde Staten en overwintert iets zuidelijker tot in Midden-Amerika en wordt soms op Hawaii gezien. Het leefgebied zijn draslanden die rijk begroeid zijn met gras- en zeggesoorten en onderwaterplanten.

## Voorkomen in Nederland
In Nederland werd deze soort tot 2014 beschouwd als een dwaalgast met in totaal 74 goed gedocumenteerde waarnemingen. Vanwege de toename wordt het aantal waarnemingen sindsdien niet meer bijgehouden.